# Liga mistrů EAFF
Liga mistrů EAFF je mezinárodní turnaj klubů ve fotbale amputovaných. První ročník se konal v roce 2019. Turnaj dosud (k ročníku 2023) vyhrály pouze kluby z Turecka.

## Turnaje
| Ročník | Vítěz                  | Finalista    | 3. místo        | 4. místo     |
| ------ | ---------------------- | ------------ | --------------- | ------------ |
| 2019   | Ortotek Gaziler        | Dinamo Altai | Legia           | Cork City FC |
| 2021   | Şahinbey Belediyespor  | Legia        | Vicenza Calcio  | Karabach FK  |
| 2022   | Etimesgut Belediyespor | Wisła Krakov | Manchester City | CD Flamencos |
| 2023   | Şahinbey Belediyespor  | Wisła Krakov |                 |              |